# 이글 아울스
이글 아울스(Eagle Owls)는 대한민국의 배틀그라운드 프로게임단, 리그 오브 레전드, 오버워치 아마추어 게임단이다.

## 배틀그라운드

### 연혁
- 2021년 12월 8일 : Eagle Owls 정식 창단[1]

### 소속 선수
- 코치 : 이윤범

| 이름   | 아이디     | 비고 |
| ------ | ---------- | ---- |
| 김도형 | KimKaXhaxx |      |
| 남재우 | DozeL      |      |
| 박찬   | ParkChaN   | 주장 |
| 정다민 | Da-min     |      |

### 주요 성적
- 후야 스탠스컵 시즌 2 23위
- 배틀그라운드 스매쉬컵 시즌 6 16위
- 2022 펍지 위클리 시리즈: 동아시아 페이즈 1 7위

## 같이 보기
- 펍지 위클리 시리즈: 동아시아